# 제시카 모리스

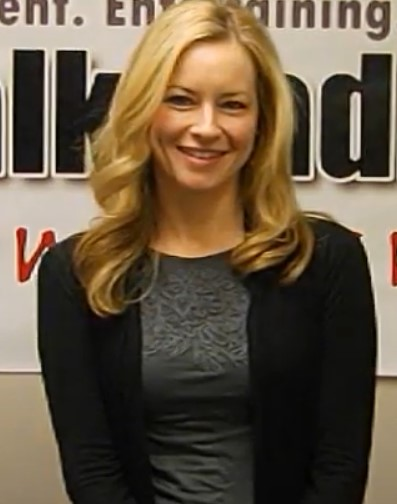

제시카 모리스(Jessica Morris, 1979년 5월 16일 ~ )는 미국의 배우, 텔레비전 배우, 영화배우이다.
잭슨빌에서 태어났다.

## 영화
- 아트 오브 더 데드 (2019년)
- 더 다크 필드 (2018년)
- 라스트 엑소시즘 3 (2017년)
- 6th 프렌드 (2017년)
- 애그리게이트 (2015년)
- 인 서치 오브 아메리카 인샬라 (2014년)
- 데블리쉬 참 (2014년)
- 슈레이더 하우스 (2013년)
- 스캐빈져 (2013년) - 도미니크 헤이즈 역
- 릴 에빌 (2012년) - 케네디 역
- 깊은 관계 (2012년) - 신디 역
- 베놈 (2011년)
- 데블스 트레저 (2011년) - 말리네 역
- 사람 만들기 (2008년)
- 시니어 스킵 데이 (2008년)
- 데드 맨즈 핸드 (2007년)
- 블러디 머더 (2000년)
- 원 라이프 투 리브 (1968년)